# Zsebők Zoltán
Zsebők Zoltán (Budapest, Józsefváros, 1908. június 28. – Budapest, 1984. február 20.) Kossuth-díjas magyar orvos, radiológus, egyetemi tanár, az orvostudományok kandidátusa (1952), az orvostudományok doktora (1957).

## Életpályája
Zsebők Bálint (1883–1956) szabósegéd és Kornblüh Sosie (1889–1979) varrónő fia. Gyermekkorát apai nagyszüleinél, Szentgálon töltötte. Tanulmányait a Pázmány Péter Tudományegyetemen végezte, ahol 1934-ben avatták orvosdoktorrá. 1934 és 1936 között a budapesti Szent Rókus Kórház röntgen-segédorvosa volt, majd 1936 és 1939 között az Eötvös Loránd Rádium és Röntgen Intézetben dolgozott alorvosként. 1939 és 1944 között főorvos a Munkácsi és a Beregszászi Kórházban. 1944–45-ben hadikórházban működött. 1945 szeptemberében az Országos Társadalombiztosító Intézet orvos-aligazgatója, 1945-48-ban a Népjóléti, illetve a Kultuszminisztérium államtitkára, illetve miniszteri osztályfőnöke volt. Jelentős szerepet játszott a budapesti orvosi kar intézményeinek újjáépítésében. 1947-ben a radiológiai gyakorlat egyetemi magántanárává habilitálták, 1948 és 1962 között docensi beosztásban az I. sz. Sebészeti Klinika épületébe integrált röntgenosztályokat vezette. 1962-től 1978-ig, nyugdíjazásáig a Radiológiai Klinikát irányította. Nevéhez fűződik a korszerű radiológia módszereinek hazai bevezetése.  Számos külföldi tudományos társaság választotta tiszteleti tagjává, több hazai és külföldi szakfolyóirat szerkesztőbizottsági tagja volt. A Magyar Radiológia és a Stratigraphia című folyóiratokat szerkesztette. 

## Szerepvállalása a református egyházban
Elnöke volt az Országos Béketanácsnak, a Tiszántúli Református Egyházkerület főgondnoka, a Magyarországi Református Egyház Zsinatának világi elnöke.

## Családja
Testvére: Tekes Sándorné Zsebők Kornélia (1910–2012) tanítónő. Felesége 1938-tól H. Nagy Zsuzsanna (1912–) tanítónő. Fia Zsebők István, később Stefan Sigerist (1945–) közgazdász.

## Emlékezete
Róla nevezték el 1984-ben a Zsebők Zoltán Szakrendelőt (1183 Budapest, Thököly út 3.). A Magyar Radiológusok Társasága tiszteletére Zsebők Zoltán-emlékérmet alapított.

## Díjai, elismerései
- Kossuth-díj (1955)
- Munka Érdemrend arany fokozata (1963)
- Felszabadulási Jubileumi Emlékérem (1970)
- Bugát Pál-emlékérem (1972)
- Korányi Sándor-emlékérem (1972).
- Szocialista Magyarországért Érdemrend (1978)
- Magyar Népköztársaság Zászlórendje (1983)

## Főbb művei
- A tüdő röntgenanatómiája. Ifj. Kovács Ferenccel. (Budapest, 1953, 2. bővített és átdolgozott kiadás: 1959)
- Röntgenanatomie der Neugeboreuen-und Sanglingslunge (Stuttgart, 1958)
- A radiológia alapvonalai. Egyetemi tankönyv. (Budapest, 1966, 2. bővített kiadás: 1969: 3. átdolgozott és bővített kiadás: 1973)
- A radiológia alapvonalai (Budapest, 1973)
- Orvosi radiológia (Budapest, 1979)
- A gyógyító sugár (Budapest, 1970)
- Lépcsőfokok (Visszaemlékezések, Budapest, 1981)